# معيار (رياضيات)

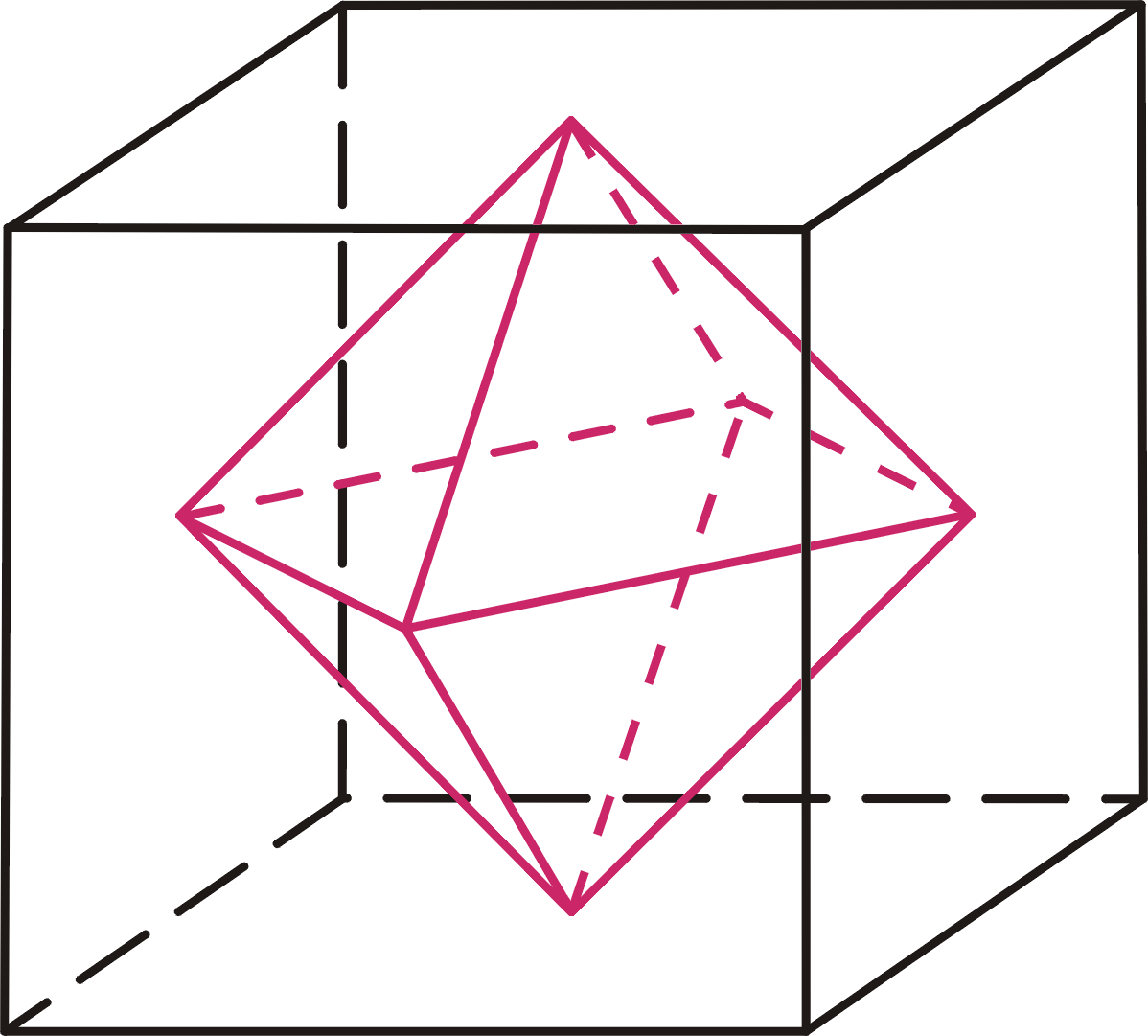

في الجبر الخطي والتحليل الدالي والمجالات المتعلقة بهما في الرياضيات، معيار أو نظيم (بالإنجليزية: Norm)‏ هو دالة تعطي عددا حقيقيا موجبا لكل متجهة من فضاء متجهي ما. بحيث تحقق ثلاث خاصيات محددة (أنظر التعريف).

## تعريف
ليكن {\displaystyle E} فضاء متجهي معرف على حقل {\displaystyle K}مزود بقيمة مطلقة {\displaystyle |\centerdot |}
نعرف المعيار على أنه كل دالة {\displaystyle {\mathcal {N}}}:{\displaystyle {\begin{alignedat}{2}{\mathcal {N}}:\quad &E\longrightarrow \mathbb {R} \\&x\longmapsto {\mathcal {N(x)}}\\\end{alignedat}}}حيث : {\displaystyle \forall (x,y)\in E^{2}\quad {\mathcal {\forall }}\lambda \in K}
- {\displaystyle {\mathcal {N}}(x)=0\quad \Longrightarrow \quad x=0_{E}} (حيث {\displaystyle 0_{E}}هي المتجهة المنعدمة ) .
- {\displaystyle {\mathcal {N}}(\lambda x)=|\lambda |\operatorname {\mathcal {N}} (x)} (التجانس المطلق).
- {\displaystyle {\mathcal {N}}(x+y)\leq {\mathcal {N}}(x)+{\mathcal {N}}(y)} (متباينة المثلث).

### ملاحظة بخصوص التعريف
بعض الكتب تشترط في تعريفها أن تحقق {\displaystyle {\mathcal {N}}} خاصية أخرى وهي {\displaystyle {\mathcal {N}}(x)\geq 0} لكل {\displaystyle x} من {\displaystyle E}
لكنه لا توجد ضرورة لإدراجها في التعريف ما دامت الخاصيات المذكورة في التعريف تستلزم تحقيق هذه الخاصية :
{\displaystyle 0={\mathcal {N}}(0_{E})={\mathcal {N}}(x+(-x))\leq {\mathcal {N}}(x)+|-1|{\mathcal {N}}(x)=2{\mathcal {N}}(x)}{\displaystyle \Longrightarrow \qquad 0\leq {\mathcal {N}}(x)}

## أمثلة

### المعيار الاقليدي
في فضاء متجهي إقليدي {\displaystyle E} وهو فضاء متجهي {\displaystyle E} معرف على حقل الأعداد الحقيقية {\displaystyle \mathbb {R} } مزود بجداء سلمي {\displaystyle \langle x|y\rangle } (لكل عنصر{\displaystyle x} و {\displaystyle y}من {\displaystyle E}) و بُعده منتهٍ كمثال الفضاء المتجهي {\displaystyle \mathbb {R^{n}} }
نعرف ونرمز للمعيار الاقليدي بـ :
{\displaystyle \lVert x\rVert =\lVert x\rVert _{2}:={\sqrt {\langle x|x\rangle }}}
في حالة المثال {\displaystyle \mathbb {R^{n}} } يكون الجداء السلمي غالبا (لأنه يمكن إنشاء جداء سلمي مختلف ) :
{\displaystyle \langle x|y\rangle :=\sum _{k=1}^{n}x_{k}.y_{k}}